# Alopecosa simoni
Alopecosa simoni este o specie de păianjeni din genul Alopecosa, familia Lycosidae. A fost descrisă pentru prima dată de Tord Tamerlan Teodor Thorell în anul 1872. Conform Catalogue of Life specia Alopecosa simoni nu are subspecii cunoscute.